# ГЕС-ГАЕС Фонтана-Б'янка
ГЕС-ГАЕС Фонтана-Б'янка (італ. Fontana Bianca, нім. Weißenbrunn) — гідроелектростанція на півночі Італії (історичний регіон Південний Тіроль), у північно-східній частині Ортлерських Альп. Розташована вище від ГЕС С. Вальпурга (італ. S.Valsura, нім. St.Walburg), становить верхній ступінь каскаду на річці Вальсура (італ. Valsura, нім. Falschauer), яка є правою притокою Адідже (впадає в Адріатичне море, утворюючи спільну дельту з По).
Для роботи ГЕС створили водосховище Лаго-Верде (італ. Lago Verde, нім. Grünsee) площею поверхні 0,24 км2 та об'ємом 6,7 млн м3, яке утримує кам'яно-накидна гребля висотою 53 метри та довжиною 423 метри. Наповнення цієї водойми відбувається переважно за рахунок льодовика Вайсбрунфернерс (нім. Weißbrunnferners). Звідси вода подається до машинного залу, обладнаного турбіною типу Пелтон потужністю 10,2 МВт, яка працює при напорі у 641 метр.
Крім того, станція може виконувати функцію гідроакумуляції за допомогою насосу потужністю 8,2 МВт, який провадить закачування до Лаго-Верде води із розташованого на нижчому рівні (2529 та 2068 метрів НРМ відповідно) водосховища Лаго-деї-Пескаторі (італ. Lago dei Pescatori, нім. Fischersee). Останнє має площу поверхні 0,02 км2, об'єм 28 тис. м3 та утримується греблею довжиною 140 метрів.
Відпрацьована вода потрапляє до водосховища Лаго-ді-Фонтана-Б'янка (італ. Lago di Fontana Bianca, нім. Weißbrunnerstausee), яке подає її по одному й тому ж тунелю як на другий ступінь каскаду ГЕС С.Вальпурга, так і для закачування у верхній резервуар ГАЕС Пракомуне.